# Астрада, Леонардо
Леонардо Рубен Астрада (родился 6 января 1970 в Буэнос-Айресе) — аргентинский футболист и футбольный тренер. Последним местом работы был аргентинский клуб «Атлетико Рафаэла».

## Карьера игрока
Он играл большую часть своей карьеры за «Ривер Плейт», выиграв десять чемпионатов — что делает его наиболее титулованным игроком в истории клуба. Он сыграл в общей сложности 405 матчей за клуб во всех соревнованиях.
Он также играл за бразильский клуб «Гремио» в 2000 году.
Кроме того, он играл за сборную Аргентины, с которой выиграл кубок Америки 1991 года и был участником чемпионата мира 1998 года. Он сыграл 32 матча за сборную и забил 1 гол.

## Тренерская карьера
После окончания карьеры в январе 2004 года он был назначен тренером «Ривер Плейт» и продолжал работать полтора года.
В октябре 2005 года он стал тренером «Росарио Сентраль», но не наладив хороших отношений с руководством, вскоре покинул свою должность. В сезоне 2007/08 он тренировал «Колон» из Санта-Фе, но покинул свой пост в марте 2008 года.
После неудачного пребывания с «Эстудиантес» в сезоне 2008/09 6 октября 2009 года руководство «Ривер Плейт» наняло его, чтобы заменить Нестора Горосито, который ушёл после поражения со счётом 1:2 от «Сан-Лоренсо де Альмагро». Это было второе пребывание Астрады у руля клуба.
В 2011 году с марта по сентябрь он тренировал «Серро Портеньо», наибольшим достижением в чемпионате было второе место в Клаусуре. В Кубке Либертадорес команда дошла до полуфинала, где уступила будущему победителю, «Сантосу», с общим счётом 4:3.
В 2012 году с марта по ноябрь Астрада тренировал «Архентинос Хуниорс». В 2014 году вернулся на тренерский мостик «Серро Портеньо», руководство надеялось, что Астрада поможет клубу хорошо сыграть в Кубке Либертадорес. Однако клуб вылетел в первом же раунде, проиграв венесуэльскому «Депортиво Тачира» с общим счётом 4:3. В чемпионате из шести матчей Астрада выиграл три и два проиграл. 5 марта 2015 года он подал в отставку после разгромного поражения от «Гуарани Асунсьон» со счётом 4:0.